# Поддубье (Устюженский район)
Поддубье — деревня в Устюженском районе Вологодской области.
Входит в состав Устюженского сельского поселения (с 1 января 2006 года по 9 апреля 2009 года входила в Перское сельское поселение), с точки зрения административно-территориального деления — в Перский сельсовет.
Расположена на левом берегу реки Молога. Расстояние по автодороге до районного центра Устюжны — 38 км. Ближайшие населённые пункты — Завражье, Колодня, Максимовское, Крутец.

## История
В конце XIX и начале XX века деревня административно относилась к Крутецкой сельской общине, Перской волости, Устюженского уезда, Новгородской губернии.
Согласно "Списку населенных мест Новгородской губернии за 1911 г." в деревне было 24 занятых постройками дворовых места, на которых было 43 жилых строения. Жителей обоего пола - 170 человек (мужчин - 81, женщин - 89). Главное занятие жителей - земледелие, подсобное занятие - сплав леса. Ближайший водоем - река Молога. В деревне был хлебо-запасной магазин, мелочная лавка.

## Демография
Население по данным переписи 2002 года — 13 человек.

## Достопримечательности
В деревне расположены памятники архитектуры дом купца Рябчикова и жилой дом В. И. Пухова.